# Långtjärnen (Åsele socken, Lappland, 711531-159856)
Långtjärnen är en sjö i Åsele kommun i Lappland och ingår i Gideälvens huvudavrinningsområde. Sjön har en area på 0,084 kvadratkilometer och ligger 392,1 meter över havet.

## Delavrinningsområde
Långtjärnen ingår i det delavrinningsområde (711603-159811) som SMHI kallar för Inloppet i Åtjärnen. Medelhöjden är 413 meter över havet och ytan är 9,83 kvadratkilometer. Det finns ett avrinningsområde uppströms, och räknas det in blir den ackumulerade arean 13,26 kvadratkilometer. Åtjärnsbäcken som avvattnar avrinningsområdet har biflödesordning 2, vilket innebär att vattnet flödar genom totalt 2 vattendrag innan det når havet efter 165 kilometer. Avrinningsområdet består mestadels av skog (88 procent). Avrinningsområdet har 0,09 kvadratkilometer vattenytor vilket ger det en sjöprocent på 0,9 procent.